# برينت جونسون
برينت جونسون هو لاعب كرة القدم الكندية كندي، ولد في 7 ديسمبر 1976 في كينغستون في كندا.

## وصلات خارجية
- برينت جونسون على موقع JustSportsStats.com (الإنجليزية)